# Palpoxena
Palpoxena es un género de escarabajos de la familia Chrysomelidae.
El género fue descrito inicialmente en 1861 por Baly. El género se encuentra en Asia. Esta es una lista de las especies pertenecientes al género:
- Palpoxena abdominalis (Laboissiere, 1926)
- Palpoxena apicalis (Jacoby, 1889)
- Palpoxena barbata (Baly, 1879)
- Palpoxena bella (Weise, 1922)
- Palpoxena bicolor (Laboissiere, 1921)
- Palpoxena caeruleipennis (Baly, 1888)
- Palpoxena carinata Bryant, 1960
- Palpoxena coccinea (Jacoby, 1899)
- Palpoxena coomani (Laboissiere, 1933)
- Palpoxena costata (Allard, 1889)
- Palpoxena costatipennis (Jacoby, 1896)
- Palpoxena crassipalpis (Jacoby, 1892)
- Palpoxena dilaticornis (Jacoby, 1896)
- Palpoxena divisa (Jacoby, 1894)
- Palpoxena ertli (Weise, 1903)
- Palpoxena eximia (Baly, 1879)
- Palpoxena facialis (Baly, 1886)
- Palpoxena fissipes (Laboissiere, 1924)
- Palpoxena flava (Laboissiere, 1939)
- Palpoxena gracilis (Jacoby, 1889)
- Palpoxena hauseri (Weise, 1903)
- Palpoxena hirtipennis (Jacoby, 1887)
- Palpoxena indica (Jacoby, 1889)
- Palpoxena jacobyi (Baly, 1888)
- Palpoxena juno (Weise, 1912)
- Palpoxena konbirensis (Weise, 1924)
- Palpoxena laeta Baly, 1861
- Palpoxena latifrons (Jacoby, 1904)
- Palpoxena longicornis (Jacoby, 1895)
- Palpoxena margaritacea (Laboissiere, 1920)
- Palpoxena marginata (Laboissiere, 1920)
- Palpoxena metallica (Jacoby, 1886)
- Palpoxena modesta (Jacoby, 1896)
- Palpoxena nasika (Maulik, 1936)
- Palpoxena nasuta (Westwood, 1837)
- Palpoxena nigricollis (Allard, 1889)
- Palpoxena nigriventris (Allard, 1889)
- Palpoxena nigromarginata (Jacoby, 1895)
- Palpoxena pallida (Jacoby, 1896)
- Palpoxena pallipes (Fabricius, 1801)
- Palpoxena patrizii (Laboissiere, 1937)
- Palpoxena pilicornis (Jacoby, 1896)
- Palpoxena praetoriae (Gahan, 1892)
- Palpoxena rufipennis (Jacoby, 1887)
- Palpoxena rufofulva (Jacoby, 1896)
- Palpoxena sabahensis Mohamedsaid, 1997
- Palpoxena sumatrensis (Jacoby, 1886)
- Palpoxena theobromae (Bryant, 1948)
- Palpoxena truncatipennis (Jacoby, 1936)
- Palpoxena ugandensis (Laboissiere, 1937)
- Palpoxena ulyssis (Laboissiere, 1933)
- Palpoxena variabilis (Jacoby, 1886)
- Palpoxena violaceipennis (Jacoby, 1896)
- Palpoxena viridis (Hope, 1831)